# Ralf Elger
Ralf Elger (* 20. Juli 1960) ist ein deutscher Islamwissenschaftler und Arabist. Er ist seit 2009 Professor für Islamkunde und Arabistik an der Martin-Luther-Universität Halle-Wittenberg.

## Leben
Er erwarb 1988 den Magister artium in Islamwissenschaft  an der Universität Bonn, wo er 1993 auch promovierte. Danach war er von 1994 bis 1999 Lehrbeauftragter für Islamkunde und Arabistik an der Universität Bamberg und ebenda von 1999 bis 2000 wissenschaftlicher Assistent am Lehrstuhl Islamkunde und Arabistik (bei Rotraud Wielandt). Die Fakultät Sprach- und Literaturwissenschaften in Bamberg erteilte ihm 2001 die Lehrbefähigung für das Fach Islamwissenschaft, danach war er von 2002 bis 2004 Lehrbeauftragter am religionswissenschaftlichen Seminar der Ludwig-Maximilians-Universität München. Von 2002 bis 2003 vertrat er den Lehrstuhl für Islamwissenschaft Stefan Wilds an der Universität Bonn. 2003 lehrte er als Gastprofessor für Islamstudien an der Karl-Franzens-Universität Graz. Von 2004 bis 2005 vertrat er den Osmanistik-Lehrstuhl Hans Georg Majer an der LMU München. Von 2006 bis 2007 vertrat er den Arabistik-Lehrstuhl Thomas Jürgen Bauers an der Universität Münster. 2007/2008 vertrat er den Lehrstuhl Hans Georg Majers an der LMU München. 2008 vertrat er den Arabistik-Lehrstuhl Stefan Leders an der Universität Halle. Seit 2009 ist er W3-Professor Islamkunde/Arabistik in Halle an der Saale.

## Schriften (Auswahl)
- Zentralismus und Autonomie. Gelehrte und Staat in Marokko, 1900–1931. Berlin 1994, ISBN 3-87997-232-X.
- Muṣṭafa al-Bakrī. Zur Selbstdarstellung eines syrischen Gelehrten, Sufis und Dichters des 18. Jahrhunderts. Schenefeld 2004, ISBN 3-936912-11-4.
- Glaube, Skepsis, Poesie. Arabische Istanbul-Reisende im 16. und 17. Jahrhundert. Würzburg 2011, ISBN 978-3-89913-795-8.
- Islam. Eine Einführung. Frankfurt am Main 2012, ISBN 3-596-19263-3.